# 阿爾戈馬鎮區 (密歇根州)
阿爾戈馬鎮區（英語：Algoma Township）是位於美國密歇根州肯特縣的一個行政鎮區。

## 地方資料
阿爾戈馬鎮區的面積為90.47平方千米，當中陸地面積為88.40平方千米，而水域面積為2.07平方千米。根據2020年美國人口普查的數據，當地共有人口12055人，而人口密度為每平方千米133.25人。